# Psammoecus khasia
Psammoecus khasia is een keversoort uit de familie spitshalskevers (Silvanidae). De wetenschappelijke naam van de soort werd in 1985 gepubliceerd door Pal.